# Zetor
 Zetor Tractors a.s.  je proizvođač traktora iz Češke. Kompanija je osnovana 1946., a sjedište je u Brnu. Ime izradio Rostislav Sapák je nastalo od početnog slova Z proizvođača oružja Zbrojevka i zadnja dva slova riječi traktor. Prvi pogon je otvoren tijekom Drugog svjetskog rata, te su u početku proizvodili zrakoplovne motore za potrebe nacističke Njemačke. Nakon rata Zetor je postao dio tvrtke Zbrojovka Brno.  Od 29. lipnja 2002. jedini je dioničar slovački HTC holding.
Prva dva ili tri broja u imenu traktora pokazuju približnu snagu motora (KS), npr. 72, 80, 121, 162 itd.
Zetor je prvi proizvođač u svijetu koji za traktore proizvodio sigurnosnu kabinu.

## Galerija
- Zetor 25a, (1946. – 1949.)
- Zetor 25 (1954.)
- Zetor 7245
- Zetor 5321
- Zetor Forterra 9641
- Zetor Proxima 10541